# 哈爾湖 (科布多省)
哈爾湖，意為「黑湖」，是位于蒙古国科布多省及扎布汗省交界的一个淡水湖，西為哈爾烏蘇湖，南為德勒湖。面積575平方公里。是歷史上一個湖泊的遺跡。